# 樂意傳播
樂意傳播股份有限公司是台湾線上遊戲營運商，於2012年6月創立。

## 代理遊戲

### PC線上遊戲
- 大釣客Online
- 新九龍爭霸
- 神諭之戰
- A.V.A戰地之王
- TERA Online
- Special Force 2
- 王牌對決
- AIKA Online
- 十二之天貳 Origin
- 萌獸學園 Ar：pieL
- Astellia 星空精靈
- 勁舞團
- 彩虹島物語
- 十二之天2
- 疾風之刃
- 風色幻想Online
- 新熱血江湖
- 巨商
- 失落的方舟(台服於2023年1月11日，上市前夕遭無預警喊卡)[3]
- 古劍奇譚網絡版 (2024-11-21關閉)

### Mobile手機遊戲
- 十二之天M
- 高校之神
- 美男寵物
- 惡靈都市
- 戀愛革命
- Kinetic Light:Fever
- 漢堡物語
- 勁舞團M
- 勇者向前衝Road of Hero
- 煙硝絮語
- 異象回聲

## 外部連結
- 快樂玩遊戲平台 （页面存档备份，存于）
- HAPPYTUK公司官網 （页面存档备份，存于）